# Sadismus
Sadismus wird im allgemeinen Sprachgebrauch für die Freude am Leid anderer verwendet. Das Gegenteil vom Sadismus – den Lustgewinn durch Erleiden von Schmerz oder Demütigung – bezeichnet man als Masochismus.
Sexueller Sadismus ist die Erregung und sexuelle Befriedung durch das Zufügen von Schmerzen oder Erniedrigung. Dabei unterscheidet man zwischen einvernehmlichen sadomasochististischen Praktiken im BDSM-Bereich, die als sexuelle Vorlieben keinerlei Krankheitswert haben, und behandlungsbedürftigen sadistischen Störungen.
Aktuelle Diagnosekriterien wie DSM-5 oder ICD-11 gehen von einer behandlungsbedürftigen Störung nur dann aus, wenn die Erregung auf Praktiken mit Zwang und ohne Einvernehmlichkeit gerichtet ist, deren Ausleben schwere Straftaten bedeuten kann.

## Herkunft des Begriffs
Der Begriff Sadismus wurde laut Volkmar Sigusch
vom deutschen Psychiater und Gerichtsmediziner Richard von Krafft-Ebing aus dem Französischen entlehnt. Er war bereits seit 1834 (Dictionnaire Universel de Boiste, achte Ausgabe) in Frankreich in Gebrauch. Im deutschsprachigen Raum führte ihn Krafft-Ebing erstmals 1866 als Bezeichnung einer Pathologie ein. Er bildete diesen Begriff nach de Sade, der in seinen Romanen pornografische Inhalte mit Gewaltfantasien gemischt hatte.

## Definition
Sadistische Praktiken werden inzwischen nicht mehr generell als Störung der Sexualpräferenz angesehen. Der ICD-10 F65.5. nimmt diese Einteilung noch vor, ist jedoch im Hinblick auf die Diagnose Sadismus nicht besonders ausführlich. So gilt Sadomasochismus nach ICD-10 als „Störung der Sexualpräferenz“ (Schlüssel F65.5), die dort wie folgt beschrieben wird: Es werden sexuelle Aktivitäten mit Zufügung von Schmerzen, Erniedrigung oder Fesseln bevorzugt. Wenn die betroffene Person diese Art der Stimulation erleidet, handelt es sich um Masochismus; wenn sie sie jemand anderem zufügt, um Sadismus. Oft empfindet die betroffene Person sowohl bei masochistischen als auch sadistischen Aktivitäten sexuelle Erregung. Die American Psychiatric Association (APA) (Amerikanische Psychiatrische Vereinigung) hat mit dem Erscheinen des DSM IV im Jahr 1994 weiterreichende Diagnosekriterien veröffentlicht, nach denen BDSM eindeutig nicht mehr als Störung der Sexualpräferenz angesehen wird.

## Ausprägungen des Sadismus
Im medizinischen Sinn kann man im Wesentlichen zwischen zwei Ausprägungen des Sadismus unterscheiden:

### Nicht vorwiegend sexuell motivierter Sadismus
Erich Fromm analysierte diese Form des Sadismus in seinem Werk Anatomie der menschlichen Destruktivität und porträtierte dort Heinrich Himmler als klinischen Fall des anal-hortenden Sadismus (zur Analyse von Sadismus/Masochismus bei Fromm siehe auch sein Werk Die Furcht vor der Freiheit).
Erich Fromm beschreibt in seinem Werk Die Kunst des Liebens den Sadismus auch als das Verlangen des Menschen, sich selbst und seine Mitmenschen zu kennen. Dieses könne auf der einen Seite durch Liebe, auf der anderen Seite durch Grausamkeit und Zerstörungslust geschehen. Ein Beispiel hierfür sei bei Kleinkindern das Zerbrechen von Gegenständen, um diese dadurch kennenzulernen.

### Sexualsadismus
Das Ausüben von Macht oder Gewalt über andere Menschen oder auch Tiere ist für die betroffenen Patienten eine Quelle sexueller Erregung. Sadistische Handlungen stellen dabei oft das Vorspiel für den Geschlechtsverkehr dar oder der Geschlechtsverkehr selbst wird in einer Weise praktiziert, die den Partner herabwürdigt, demütigt oder ihm Schmerzen bereitet. Eine Sonderform des sexuell motivierten Sadismus ist der Kompensatorische Sadismus, bei dem die sadistische Handlung die sexuelle Befriedigung vollständig ersetzt.
Sexuell motivierter Sadismus und kompensatorischer Sadismus können zu schweren (Sexual-)Straftaten führen, in besonders schweren Fällen bis hin zu Tötungshandlungen. Diese treten im Rahmen der sehr seltenen schweren progredienten Paraphilien auf, bei denen sadistische Fantasien und Wünsche das Verhalten bestimmen. Extremfälle können sich über Jahrzehnte entwickeln, zum Serienmord führen und auch Kinder zu Opfern machen.
Diese Extremfälle haben das Bild des Sexualstraftäters und des psychisch gestörten Rechtsbrechers in der Öffentlichkeit unter dem Druck der Medien stark geprägt und 1998 in Deutschland zu einer Strafrechtsreform geführt, in deren Folge Entlassungen aus Haft und Maßregelvollzug erschwert wurden.

## Diagnose, Therapie, Prognose
Die Diagnose einer Präferenzstörung ist erst dann zu stellen, wenn eines oder mehrere der Symptome im Zeitraum von 6 Monaten mehrmals aufgetreten sind. Die Diagnose Sadismus oder Masochismus wird laut der Kriminalpsychologin Lydia Benecke hinsichtlich der sexuell motivierten Ausprägung dieser Störungen gestellt, wenn der Betroffene einvernehmliche Praktiken ablehnt und anders als durch die Ausübung sadistischer oder masochistischer Praktiken keine sexuelle Befriedigung erlangen kann oder seine eigene sadistisch oder masochistisch geprägte Sexualpräferenz selbst ablehnt (Leidensdruck) und sich in seinen Lebensumständen eingeschränkt fühlt oder anderweitig darunter leidet. Einvernehmlich gelebte oder auch heimliche sexuelle Vorlieben für sadistische Praktiken im Sinne des „BDSM“ erfüllen in aller Regel die Kriterien für die Diagnosestellung des Sadismus im heutigen medizinischen Sinne nicht und sind lediglich eine soziologisch andersartige Ausprägung der Sexualität.
Als „Basisbehandlung“ gilt die Psychotherapie. Sie wird gegebenenfalls entsprechend der Schwere und Gefährlichkeit der Störung kombiniert mit medikamentöser Therapie. Bei Präferenzstörungen, die zu Straftaten führen, haben sich besonders gezielte kognitiv-verhaltenstherapeutische Programme etabliert, die meist als Gruppentherapie angeboten werden.
Sexualsadismus ist nur schwer beeinflussbar. Sexuelle Neigungen sind nicht reversibel. Bei fixierten Störungen der Sexualpräferenz mit Ausschließlichkeit ist Beeinflussbarkeit äußerst fraglich. Bei Straftätern aus dieser Gruppe ist die Zahl früherer Auffälligkeiten sowie das Vorliegen einer antisozialen Persönlichkeitsstörung ein prognostischer Faktor. Die Fähigkeit, die eigenen paraphilen Impulse zu kontrollieren, kann durch Therapie erhöht werden.